# Aaron Haddad
Aaron Steven Haddad (3 de agosto de 1982) es un luchador profesional retirado estadounidense. 
que luchó en el circuito independiente, especialmente para National Wrestling Alliance (NWA) como Aron Stevens. Trabajó para la WWE hasta 2016, bajo el nombre de Damien Sandow y en TNA bajo el nombre de Aron Rex hasta a fines de 2017 tras luego retirarse de la lucha libre profesional. Haddad anunció su regreso en julio de 2019.
En 2013, Sandow ganó el Money in the Bank por una oportunidad por el Campeonato Mundial Peso Pesado, llegando a ser el primer luchador en perder su combate por el título y el segundo después de John Cena en no ganar el campeonato luego de ganar el Money in the Bank (John Cena ganó su lucha por descalificación y por eso no ganó el título). Él fue también una vez Campeón en Parejas de la WWE (con The Miz), además de ser el primer Gran Campeón de Impact de TNA y una vez Campeón Mundial en Parejas de NWA con JR Kratos.

## Carrera

### World Wrestling Federation / Entertainment (2002–2006)

#### Ohio Valley Wrestling
Impresionado con su habilidad en el ring, Haddad firmó un contrato con la WWE donde recibió numerosas pruebas de lucha en Heat contra opositores, como Stevie Richards, Team Angle, Johnny Nitro y Maven. También trabajó un angle donde tenía los dedos «fracturados» por Raven en Heat.
Más tarde fue destinado de nuevo por la WWE a territorio de desarrollo de la Ohio Valley Wrestling, llamado Aaron "The Idol" Stevens. En un house show en 2004, Stevens y Nova vencieron a Chris Cage y Tank Toland para ganar el OVW Southern Tag Team Championship.
El 4 de enero de 2006 Aaron Stevens derrotó a CM Punk y Brent Albright ganando el OVW Television Championship, pero perdió el campeonato el 8 de marzo de 2006 ante Seth Skyfire.

#### Smackdown! (2006-2007)
El 4 de agosto de 2006, Stevens hizo su SmackDown! debutó como "Idol Stevens" cuando Michelle McCool lo presentó (junto con KC James) como una de sus "mascotas de maestra" favoritas. Los dos derrotaron a Funaki y Scotty 2 Hotty con la ayuda de McCool. La semana siguiente, Stevens y James derrotaron a los Campeones en Parejas de WWE Paul London y Brian Kendrick en una lucha no titular. En el programa del 18 de agosto, Stevens y James tendieron una emboscada a los campeones en parejas. 
Los dos equipos comenzaron a pelear, con London y Kendrick trayendo a Ashley Massaro para contrarrestar a McCool. La disputa abarcó brevemente al equipo de Jamie Noble y Kid Kash, quienes también querían una oportunidad por el título en parejas. Stevens y James obtuvieron su oportunidad por los Campeonatos en Parejas de WWE en No Mercy el 8 de octubre, pero no lograron ganar los títulos. Poco después, tanto Stevens como James fueron retirados de la televisión y enviados de regreso a Ohio Valley Wrestling.

#### Regreso a OVW
Después de ser eliminado de SmackDown! lista cuando Michelle McCool fue hospitalizada, Stevens regresó a OVW. Perdió ante Charles Evans a su regreso y no se hizo ninguna mención de su aventura en equipo con KC James. El 14 de marzo de 2007, derrotó a Paul Burchill para ganar el Campeonato de peso pesado de la OVW. El 9 de mayo, después de la defensa del título contra Cody Runnels y Mike Mondo, Burchill derrotó a Stevens para recuperar el Campeonato de la OVW. El campeonato quedó vacante y Stevens perdió ante Jay Bradley en un partido a tres bandas que incluía a Burchill. El 8 de junio, Stevens derrotó a Burchill en una lucha número uno por el Campeonato Peso Pesado de OVW.
Obtuvo su pelea por el título en una pelea a tres bandas, nuevamente incluyendo al campeón Jay Bradley y Paul Burchill. El combate no era sólo por el título de Bradley, sino también por el coche de Stevens y la casa de Burchill. Bradley derrotó a ambos hombres y ganó todas las apuestas. Su último combate para OVW antes de su liberación fue un combate de bandera en jaula de acero de dos ring, en el que, junto con Al Snow, Atlas DaBone, Chet The Jett y Colt Cabana, derrotó a Michael W. Kruel, Ramon, Raul, The Bélgica Brawler y Vladimir Kozlov 

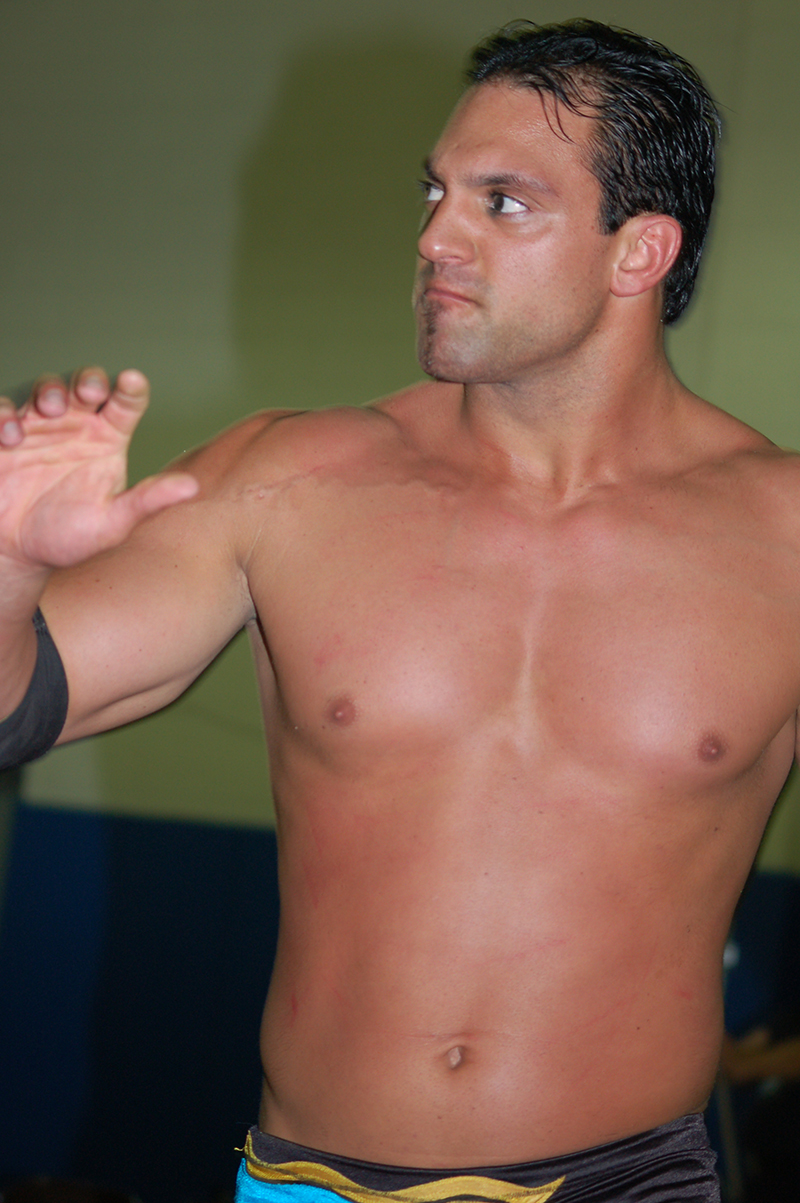
Haddad como Idol Stevens en 2008.

En agosto de 2008 fue liberado de su contrato con WWE.

### World Wrestling Entertainment / WWE (2010–2016)

#### Florida Championship Wrestling (2010–2012)
El 14 de julio de 2010, se informó de que Haddad había firmado un nuevo contrato de desarrollo con la WWE, cambiando su nombre a "Colonel" Damien Sandow. El 3 de diciembre, ganó el vacante Campeonato en Parejas de Florida de la FCW con Titus O'Neill al derrotar a Xavier Woods & Mason Ryan, pero lo perdieron ante Richie Steamboat & Seth Rollins el 25 de marzo de 2011. Tras perder el título, atacó a su compañero y se unió a un stable junto a Lucky Cannon, Aksana y Maxine. El 22 de septiembre, Sandow derrotó a Rollins para ganar el Campeonato 15 de la FCW. El 6 de diciembre, antes de las grabaciones de SmackDown, tuvo una lucha contra Yoshi Tatsu, pero perdió. El 13 de enero de 2012, perdió el Campeonato 15 de la FCW ante Steamboat.

#### 2012
El 3 de abril, Haddad debutó en Smackdown bajo el nombre de Damien Sandow y con el gimmick de un filósofo ilustrado, realizando un monólogo sobre la cultura popular y exaltando de paso sus propias virtudes como persona. Aunque su debut había sido pactado para el 9 de mayo, Sandow se negó a luchar, alegando que no iba a esclarecer la mente del público luchando contra alguien a quien él consideraba inferior, en este caso Derrick Bateman, y terminó de perfilarse a sí mismo como heel. La siguiente semana, antes de su combate con Yoshi Tatsu, la situación se repitió, pero una burla de Tatsu ocasionó que Sandow entrase en el ring para atacarle. Durante las siguientes semanas derrotó a luchadores como Yoshi Tatsu, Ezekiel Jackson y Tyson Kidd.

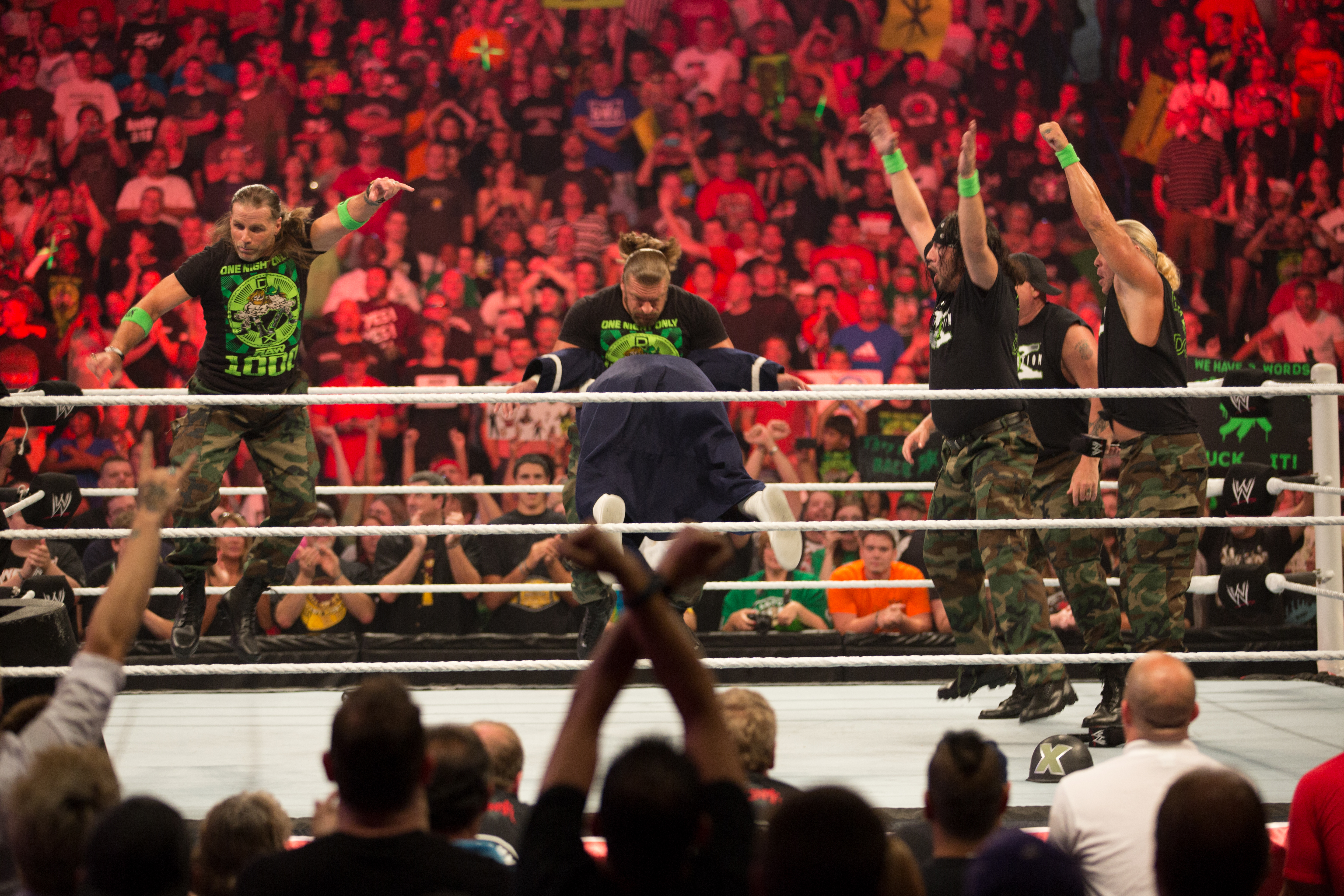
Sandow siendo «martirizado» por D-Generation X en Raw 1000.

El 29 de junio en SmackDown, Sandow derrotó a Zack Ryder clasificando para el Money in the Bank Ladder Match por el contrato por el Campeonato Mundial de Peso Pesado en el evento Money in the Bank. Sin embargo en el evento, el Money in the Bank fue ganado por Dolph Ziggler. El 23 de julio en Raw 1000, Sandow interrumpió a D-Generation X y afirmó que su comportamiento inmaduro y repugnante había lavado el cerebro a la sociedad; también declaró que él sería un mártir si DX se deshacía de él y DX lo atacó de todos modos. Luego de esto, comenzó un feudo con Brodus Clay luego de que Sandow lo atacara cuando Clay se río de un vídeo de la paliza de Sandow a manos de DX. Debido a esto el 6 de agosto se pactó un combate entre ambos en Raw, pero Sandow atacó a Clay cancelando el combate. Sandow finalmente se enfrentó a Brodus Clay el 20 de agosto en Raw, ganando Sandow luego de un «Roll-Up», siendo atacado por Clay luego del combate. Comenzó a formar equipo con Cody Rhodes haciéndose llamar Team Rhodes Scholars y participando en un torneo para determinar a los retadores por el Campeonato en Parejas de la WWE, derrotando en la final a Rey Mysterio & Sin Cara. En Hell in a Cell obtuvieron la lucha por el Campeonato en Parejas de la WWE contra Team Hell No (Daniel Bryan & Kane), pero no lograron obtener el título al ganar por descalificación. En Survivor Series formó parte del Team Ziggler (Dolph Ziggler, Wade Barrett, David Otunga & Alberto Del Rio), derrotando al Team Foley (Randy Orton, Kofi Kingston, Daniel Bryan, Kane & The Miz). Intento escapar pero fue detenido por Kane y derrotado por el mismo. Un mes después volvió a hacer equipo con Rhodes contra Rey Mysterio & Sin Cara en TLC: Tables, Ladders and Chairs en un Tag Team Tornado Tables Match, derrotándoles y ganando una oportunidad por el Campeonato en Parejas de WWE, dicha oportunidad la obtuvieron el 19 de diciembre en Main Event siendo derrotados por Team Hell No.

#### 2013
En el episodio del 7 de enero de 2013 de Raw, Team Rhodes Scholars derrotaron a Team Hell No en un combate no titular para ganar otra oportunidad por el Campeonato en Parejas de la WWE. La revancha por el título tuvo lugar el 27 de enero en Royal Rumble, donde Team Rhodes Scholars una vez más no pudo capturar los Campeonatos en Parejas. El 1 de febrero en SmackDown, Sandow y Rhodes brevemente disolvieron Team Rhodes Scholars mientras permanecieron siendo «mejores amigos», pero se reunieron el 17 de febrero en el pre-show de Elimination Chamber, siendo derrotados por el equipo de Brodus Clay y Tensai. Sandow y Rhodes entonces se aliaron con The Bella Twins en un feudo contra Tons of Funk (Clay & Tensai) y The Funkadactyls (Cameron & Naomi). Los dos equipos fueron originalmente reservados para enfrentarse mutuamente en una lucha de equipos el 7 de abril en WrestleMania 29, pero su lucha fue cortada debido a limitaciones de tiempo. La lucha en su lugar tuvo lugar la noche siguiente en Raw, donde Tons of Funk y The Funkadactyls salieron victoriosos.
En el episodio del 15 de mayo de NXT, Sandow desafió sin éxito a Big E Langston por el Campeonato de NXT. Cuando Sandow organizó una serie de desafíos mentales en SmackDown, Sheamus repetidamente interrumpió a Sandow y trató de resolver los desafíos. Sin embargo, cada vez que Sheamus no podía resolver los desafíos, en lugar de ello recurría a la violencia física atacando a Sandow. El 16 de junio, durante el pre-show de Payback, Sandow fue derrotado por Sheamus. La noche siguiente en Raw, Team Rhodes Scholars derrotó a Sheamus en un Handicap Match después de que Sandow lo cubrió con un «Roll-Up». El feudo culminó en un Dublin Street Fight el 28 de junio en SmackDown, donde Sheamus derrotó a Sandow.
El pago por visión Money in the Bank el 14 de julio marcó el principio del fin para Team Rhodes Scholars. Tanto Rhodes como Sandow entraron al World Heavyweight Championship Money in the Bank Ladder Match; justo cuando Rhodes estaba a punto de ganar la lucha, Sandow tiró a Rhodes de la escalera y obtuvo el maletín para ganar la oportunidad de luchar por el Campeonato Mundial Peso Pesado en cualquier momento de su elección dentro del próximo año. A pesar de ganar el maletín, Sandow fue a perder muchos combates antes de hacerlo efectivo, con un total de 1 victoria y 12 derrotas en Raw y SmackDown. La separación de Team Rhodes Scholars fue confirmada la noche siguiente en Raw cuando Rhodes atacó a Sandow. Rhodes dominó el feudo entre él y Sandow; lanzando el maletín de Sandow en el Golfo de México, lo que obligó a Sandow a introducir un nuevo maletín por encargo; frustrando el intento de Sandow de hacer efectivo su maletín en un vulnerable Alberto Del Rio; y derrotando a Sandow dos veces, uno de ellas fue en SummerSlam.
Después de su feudo con Rhodes, Sandow pasó a perder ante R-Truth, Santino Marella y en el pre-show de Battleground, Dolph Ziggler. El 28 de octubre en Raw, Sandow confrontó al Campeón Mundial Peso Pesado John Cena; afirmando su convicción de que el brazo de Cena aún estaba lesionado tras la lucha de Cena contra Alberto Del Rio en Hell in a Cell, Sandow atacó el brazo de Cena y luego cobró su contrato de Money in the Bank, pero Cena ganó la lucha por pinfall. Esto hizo de Sandow el segundo luchador incapaz de ganar un título en su canje (después de Cena mismo), y el primero en perder la lucha de canje en absoluto. Después de esto, se observó que Sandow se había vuelto más genérico ya que dejó de hacer volteretas. La desgracia de Sandow continuó cuando desafió al Campeón Intercontinental Big E Langston a un combate por el título en TLC: Tables, Ladders & Chairs y perdió.

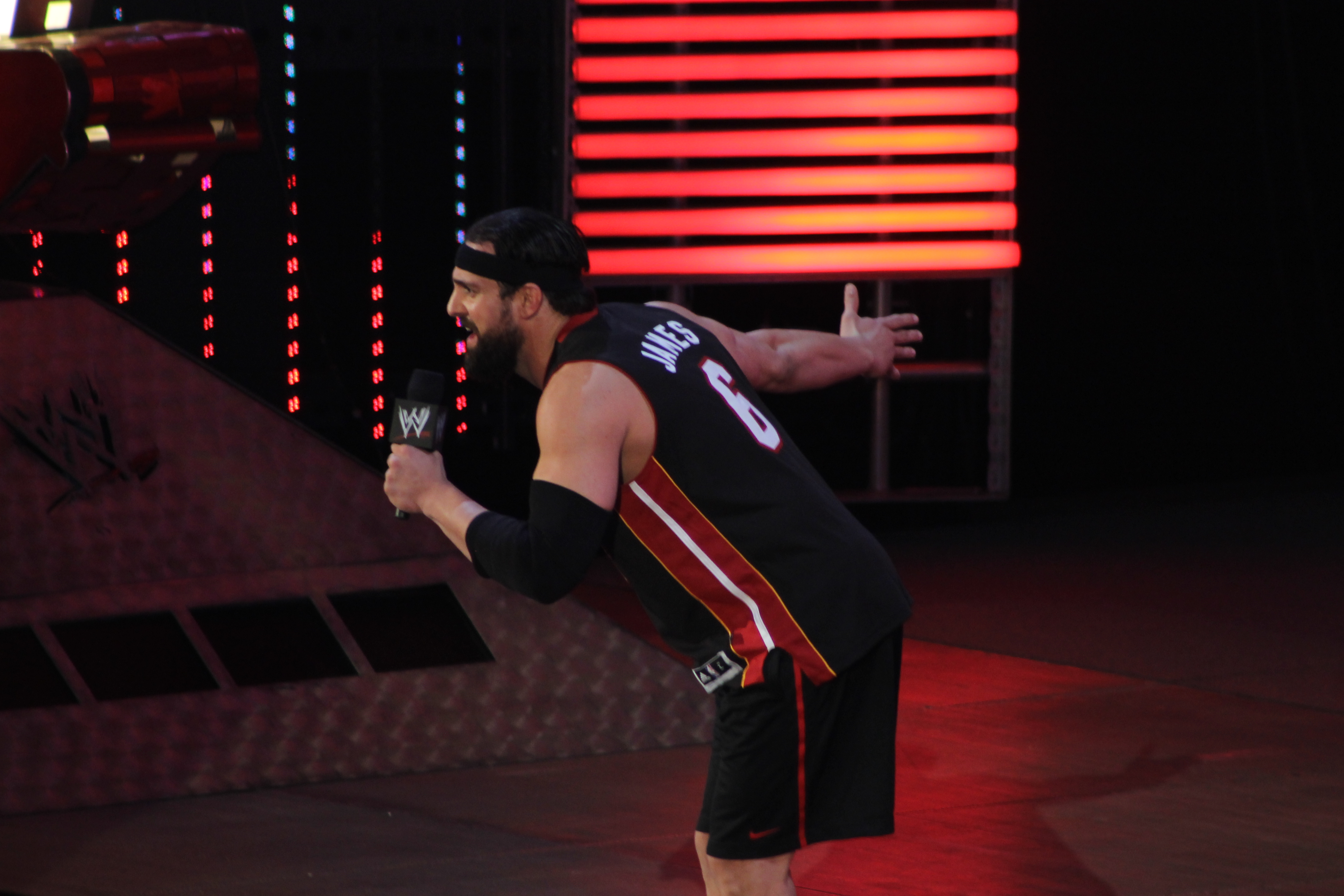
Damien Sandow disfrazado de LeBron James a mediados de 2014.

#### 2014
En enero de 2014, Sandow entró en el Royal Rumble 2014 y fue eliminado por CM Punk, convirtiéndose en el primer hombre eliminado de la lucha. Empezó entonces una mala racha que duró hasta mayo, que incluyó perder ante Darren Young y perder ante Sin Cara en un minuto.
El 28 de abril en Raw, Sandow se disfrazó de Magneto para hacer frente a la estrella invitada Hugh Jackman (que interpreta a Wolverine) y Dolph Ziggler, que resultó en Sandow siendo atacado por Jackman y Ziggler. El 12 de mayo en Raw y su pre-show, Sandow comenzó a realizar comentarios mostrando su descontento aparente en su posición en la WWE, resultando en que su micrófono sea apagado. Sandow más tarde hizo comentarios con alusiones a ser esposado.
Sandow pronto hizo una transición a un imitador cómico y desde el 20 de mayo, empezó a vestir regularmente como personajes diferentes cada semana, a veces luchando como ellos. Estos personajes incluyen Sherlock Holmes, Bruce Springsteen, Abraham Lincoln, un rapero llamado D-Sizzle y un bailarín intrepretativo. Él también imitó a otros luchadores, como Shawn Michaels, Bret Hart y Vince McMahon.

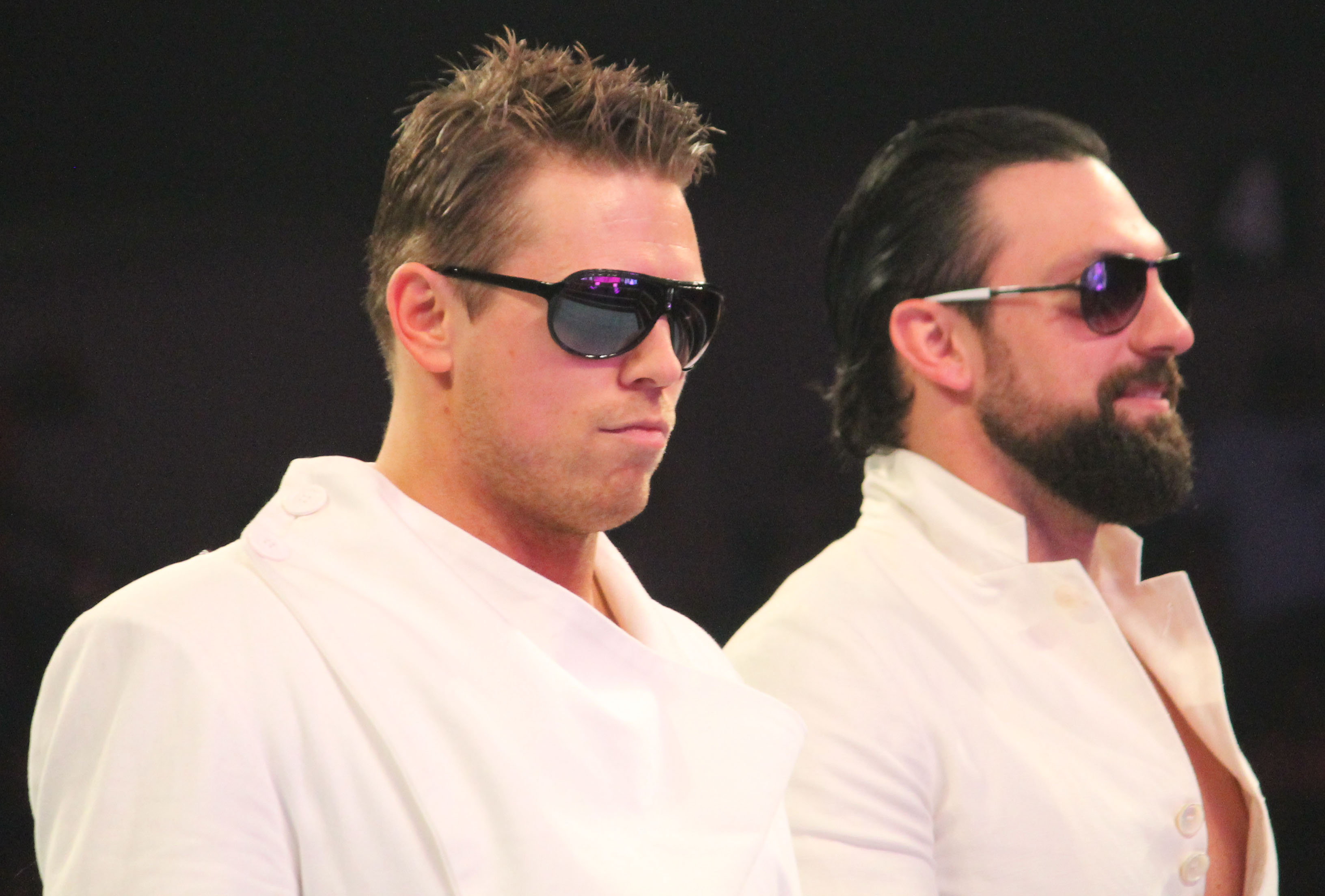
Damien Sandow, renombrado como Damien Mizdow (derecha) como el «doble de acción» de The Miz.

Desde agosto, Sandow formó una alianza con The Miz, quien tenía un gimmick de una arrogante estrella de cine. Sandow se convirtió en el «doble de acción» de Miz, siendo anunciado como Damien Mizdow, lo que le exigió imitar cada movimiento Miz hiciera durante sus luchas y gestos cuando no lucha. En Night of Champions en septiembre, la interferencia de Mizdow ayudó a Miz a ganar el Campeonato Intercontinental de Dolph Ziggler, pero un día más tarde, Miz perdió su título ante Ziggler en una revancha en Raw. Las payasadas de Mizdow pronto lo hicieron querido por los fanes de la WWE y pronto se volvió muy popular entre el público, con los fanes a menudo haciendo caso omiso de Miz durante combates y enfocándose en Mizdow.
En Survivor Series, Mizdow y Miz ganaron un Fatal 4-Way Tag Team Match al derrotar a los campeones Gold & Stardust, The Usos y Los Matadores para capturar el Campeonato en Parejas de la WWE, convirtiéndolo en el primer título que ha ganado en la WWE. En el episodio del 29 de diciembre de Raw, perdieron los títulos a The Usos. En la misma noche ellos fueron derrotados por The Ascension en su debut.

#### 2015–2016
Participó en el Royal Rumble 2015 en donde ingresaría como el 21° luchador. Sin embargo, justo antes de subir, The Miz lo interrumpe y le dice que le deje su lugar para volver al ring. The Miz apenas se sube, y es arrojado del ring ante la mirada de Damien Mizdow, quien tras deliberar, ingresa a la batalla, siendo el 16° eliminado a manos de Rusev. El 2 de febrero en Raw, The Miz despidió a Mizdow como su doble, sin embargo, él rápidamente recontrató a Damien Mizdow como su asistente personal. En WrestleMania 31, Damien Mizdow fue el último en ser eliminado de la Battle Royal en memoria de André The Giant, por The Big Show, tras haber traicionado y eliminado a The Miz, cambiando definitivamente a face. El 30 de marzo en Raw derrotó a Stardust; después del combate fue atacado por The Miz.
El 2 de abril atacó a The Miz luego de la victoria de The Miz ante R-Truth. El 6 de abril fue derrotado por The Miz después de un "Roll Up". El 9 de abril en un segmento de Miz TV Confrontó y atacó a The Miz y luego besó a Summer Rae. El 13 de abril derrotó a The Miz teniendo de mánager a Summer Rae. El 20 de abril, en Raw fue derrotado por The Miz en donde Summer Rae dejó a Damien Mizdow para unirse a The Miz al final del combate, llamándose de nuevo Damien Sandow. A la semana siguiente apareció como Damien Sandow, pero fue interrumpido por Curtis Axel, al cual imito y después lo saco del cuadrilátero.
El 30 de abril en SmackDown, Damien Sandow derrotó a Curtis Axel. Una vez tuvo otro enfrentamiento con Curtis Axel y se disfrazó de "Macho Man" Randy Savage en el cual también lo derrotó, y lo llamaron Macho Mandow por ese entonces. El 9 de mayo en Main Event, Damien Sandow y Curtis Axel se volverían a enfrentar, pero la lucha fue interrumpida por The Ascension, alegando de que ellos no son leyendas si imitan a otras leyendas (Axel como Hulk Hogan y Sandow como Randy Savage). Dos días después en Raw, nuevamente se pactó una lucha entre Damien Sandow y Curtis Axel, volviendo a imitar tanto a Randy Savage como a Hulk Hogan, sin embargo, The Ascension vuelve a interrumpir la lucha, pero son primero atacados por Macho Mandow, y luego por Curtis Axel, tras ser alentado por el primero.
Tras expulsar definitivamente a The Ascension, Macho Mandow y Curtis Axel se dan la mano, cambiando este último a Face formando un equipo llamado The Mega Powers. Y continuando con el feudo, se confirmó para el KickOff de Payback un duelo por parejas entre Macho Mandow y Axelmania vs. The Ascension, pero terminaron perdiendo el duelo, después de que Axelmania cubriera a Konnor. Tras el despido de Hulk Hogan por parte de WWE. Tanto Axel como Sandow volvieron a sus antiguos gimnicks.
Sandow apareció nuevamente en el kick-off de Royal Rumble, donde hizo equipo con Darren Young en un Fatal 4 Way Tag Team Match contra Mark Henry & Jack Swagger, The Dudley Boyz y The Ascension, en donde el equipo ganador sería incluido en el Royal Rumble Match pero fueron derrotados. El 20 de febrero, Sandow anunció que estaría ausente por asuntos familiares. Reapareció en WrestleMania 32 en el torneo de André The Giant Memorial Battle Royal donde fue eliminado por Shaquille O'Neal, siendo el segundo eliminado del encuentro. El 6 de mayo fue despedido de WWE junto a otras superestrellas.

### Circuito Independiente (2016–presente)
La promoción What Culture Pro Wrestling anunció el 14 de junio de 2016 la contratación de Haddad, bajo el nombre de Aaron Stevens, para los eventos del 27 y 28 de julio en Newcastle. Su primera aparición en la WCPW fue el 27 de julio derrotando a Doug Williams y el 28 de julio perdería una lucha frente al campeón de WCPW Big Damo.

### Total Nonstop Action Wrestling (2016–2017)
El 11 de agosto en Impact Wrestling, Haddad hizo su debut en la Total Nonstop Action Wrestling bajo el nombre de Aron Rex, presentándose ante el público como face. Dos semanas después arbitró una lucha entre Drew Galloway y Ethan Carter III en la cual este último venció. Tras este encuentro, Galloway atacó a Rex, cambiando a heel. La semana siguiente, Rex y Galloway se volvieron a atacar. En el episodio de Impact Wrestling del 8 de septiembre, Billy Corgan anunció que Rex participaría en el torneo para definir al primer Gran Campeón de Impact, donde en la primera ronda derrotó a Trevor Lee y en la segunda ronda a Eli Drake. El 2 de octubre en Bound For Glory derrotó a Eddie Edwards (quien estaba reemplazando a Drew Galloway por una lesión que le impidió luchar esa noche) coronándose como el primer Gran Campeón de Impact. Después de esto Rex comenzó a cambiar lentamente a Heel, afirmando que él era mucho más relevante que el campeón de TNA Eddie Edwards por el hecho de haberlo derrotado en la final del torneo por el Grand Championship y teniendo un pequeño feudo con Jessie Godderz donde Rex defendería exitosamente el título en dos ocasiones, Finalmente perdería su título frente a Moose el 1 de diciembre de 2016. El 5 de diciembre en el PPV "TNA:One Night Only Live" perdería un encuentro frente a Ethan Carter III, después de esto se tomaría un pequeño receso. 
Aron Rex regresó a la televisión el 12 de enero de 2017 con un nuevo Gimmick, donde interpretaría a un animador de televisión afeminado que se negaba al uso de la violencia (a pesar de esto solía atacar a sus oponentes con su anillo cuando el albitro no estaba atento), tuvo un pequeño feudo con Robbie E donde salió victorioso. sus últimas dos luchas fueron en los PPV "TNA: One Night Only, Jokers Wild" el 10 de febrero, donde junto a Rockstar Spud derrotaron a 
Jessie Godderz y Bad Bones (donde además participó en un Gauntlet Battle Royal donde se autoeliminó para evitar la confrontación con Moose) y en "TNA: One Night Only, Rivals 2017" el 17 de marzo donde nuevamente venció a su viejo rival Jessie Godderz con la ayuda de Rockstar Spud. Su última aparición fue en la boda de Laurel Van Ness con Braxton Sutter donde al final del segmento el escaparía para evitar algún tipo de confrontación durante el altercado. Aron Rex anunciaría el 1 de abril que solicitó terminar su contrato con Impact Wrestling.

### National Wrestling Alliance (2019-2022)
En el episodio del 15 de octubre de National Wrestling Alliance's de NWA Power's, Sandow anunció que regresaba al ring y se luchando de nuevo bajo el nombre Aron Stevens.
En PrimeTime Live!, junto a JR Kratos derrotaron a Eli Drake & James Storm ganando los Campeonatos Mundiales en Parejas de la NWA por primera vez.
En NWA: Back For The Attack, se enfrentó a Nick Aldis por el Campeonato Mundial Peso Pesado de la NWA, sin embargo perdió.
Stevens anunció su retiro en la lucha libre profesional el 11 de junio de 2022.

## En lucha
- Movimientos finales
  - Como Aron Rex

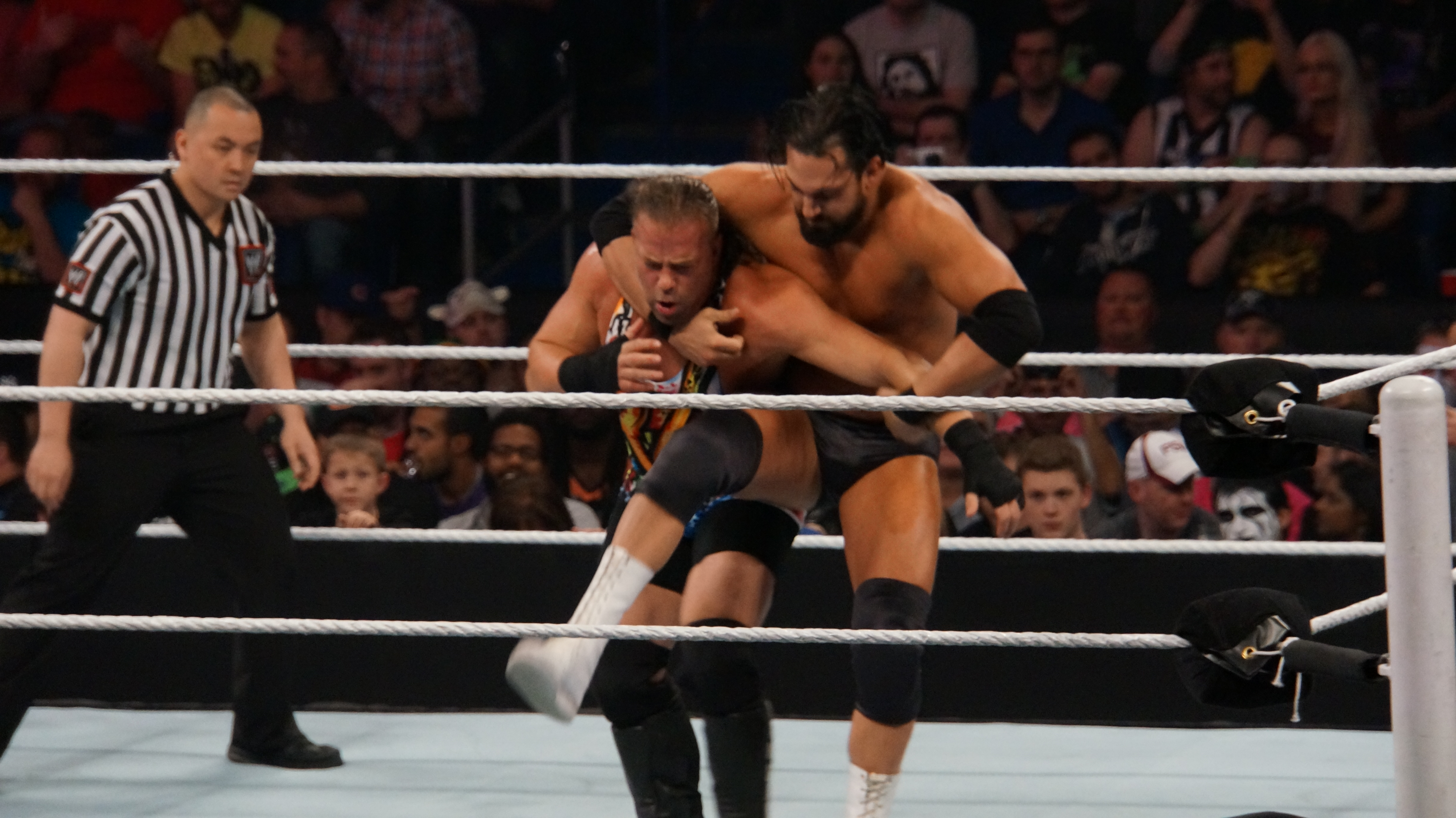
Sandow realizando un Russian legsweep a Rob Van Dam.

    - The Revelator (Discus elbow smash)
    - Loaded knockout punch

  - Como Idol Stevens
    - Idolizer (Arm trap snap swinging neckbreaker)

  - Como Damien Mizdow
    - Figure-four leglock —2014–2015; parodiando a The Miz
    - Skull-Crushing Finale (Full nelson facebuster) —2014–2015; parodiando a The Miz

  - Como Damien Sandow
    - You're Welcome! (Falling full nelson slam) – 2013–2014; 2015-2016
    - Silencer (Arm trap sitout side slam)– 2013
    - Terminus (Straight jacket neckbreaker) – 2012-2013
    - M-14 (Arm trap snap swinging neckbreaker) – 2010–2011
    - Standing surfboard transicionado en un head stomp – 2010–2011

  - Como Macho Mandow
    - Diving elbow drop –2015; parodiando a "Macho Man" Randy Savage

- Movimientos de firma
  - Corkscrew neckbreaker[66][67][68] – 2013
  - Cubito Aequet / Elbow of Disdain (Corkscrew elbow drop, con burlas)[69][70][71][72]
  - Inverted facelock backbreaker seguido de un neckbreaker[73][74] – parodiando a The Miz
  - Royal Arch (Kneeling inverted sharpshooter)[75] – 2014
  - Russian legsweep[76][70][77][78]
  - Single underhook seguido por múltiples knee lifts[76][69][70][78]
  - Sitout rear mat slam[68][79][80]
  - Snap Suplex
  - Pumphandle Slam
  - Short arm clothesline
  - Clothesline
  - Cravate Knee strikes
  - Knee Breaker
  - Crossface - 2013

- Mánagers
  - Shelly Martínez[81]
  - Beth Phoenix[81][82]
  - Daffney[83]
  - Michelle McCool[2]
  - Aksana[11]
  - Maxine[11]
  - The Bella Twins[84]
  - Summer Rae
- Apodos
  - "The Idol"[2]
  - "The Intellectual Savior of the (Unwashed) Masses"[85]
  - "The Duke of Decency"[86]
  - "The Lord of Literacy"[86]
  - "The Alchemist of Entertainment"
  - "The Enlightened One"[86]
  - "The Beacon of Light in a Harbor of Iniquity"[87]
  - "Sir Money in the Bank"[32]
  - "The Uncrowned World Champion"[32]
  - "The Man formely known as Damien Sandow"[32]
  - "The Prince of Pageantry"
  - "The Sultan of Showmanship"

## Campeonatos y logros
- Chaotic Wrestling
  - CW Heavyweight Championship (1 vez)[88]
  - CW Tag Team Championship (1 vez) – con Edward G. Xtasy[89]

- Florida Championship Wrestling
  - FCW 15 Championship (1 vez)
  - FCW Florida Tag Team Championship (1 vez) – con Titus O'Neill[9]

- International Wrestling Association
  - IWA Hardcore Championship (1 vez)[90]

- National Wrestling Alliance
  - NWA National Championship (1 vez)
  - NWA World Tag Team Championship (1 vez) – con JR Kratos[91]

- Ohio Valley Wrestling
  - OVW Heavyweight Championship (2 veces)[92]
  - OVW Southern Tag Team Championship (1 vez) – con Nova[93]
  - OVW Television Championship (1 vez)[94]
  - OVW Triple Crown Championship (tercero)

- Pro Championship Wrestling
  - PCW World Tag Team Championship (1 vez) – con Shawn Spears

- Pro Wrestling Illustrated
  - PWI lo situó en el #277 de los 500 mejores luchadores en el PWI 500 en 2011[95]

- Total Nonstop Action Wrestling
  - TNA Grand Championship (1 vez y el primero)

- World Wrestling Council
  - WWC Puerto Rico Heavyweight Championship (1 vez)
  - WWC World Tag Team Championship (4 veces) – con Shawn Spears (1), Chicano (1), King Tonga Jr. (1), y Abbad (1)

- World Wrestling Entertainment/WWE
  - WWE Tag Team Championship (1 vez) – con The Miz
  - Moneyin the Bank (2013)
  - Slammy Award (2 veces)
    - LOL Moment of the Year (2014) – Being The Miz's stunt double[96]
    - Double-Cross of the Year (2015) – Eliminates The Miz from the Andre the Giant Memorial battle royal at WrestleMania 31[97]